# Gottfried Matthaes
(G. Matthaes)
Gottfried Otto Matthaes (Rosenthal-Bielatal, 4 settembre 1920 – Milano, 1º agosto 2010) è stato un inventore e saggista tedesco.
È il fondatore del Museo d'Arte e Scienza di Milano.

## Biografia

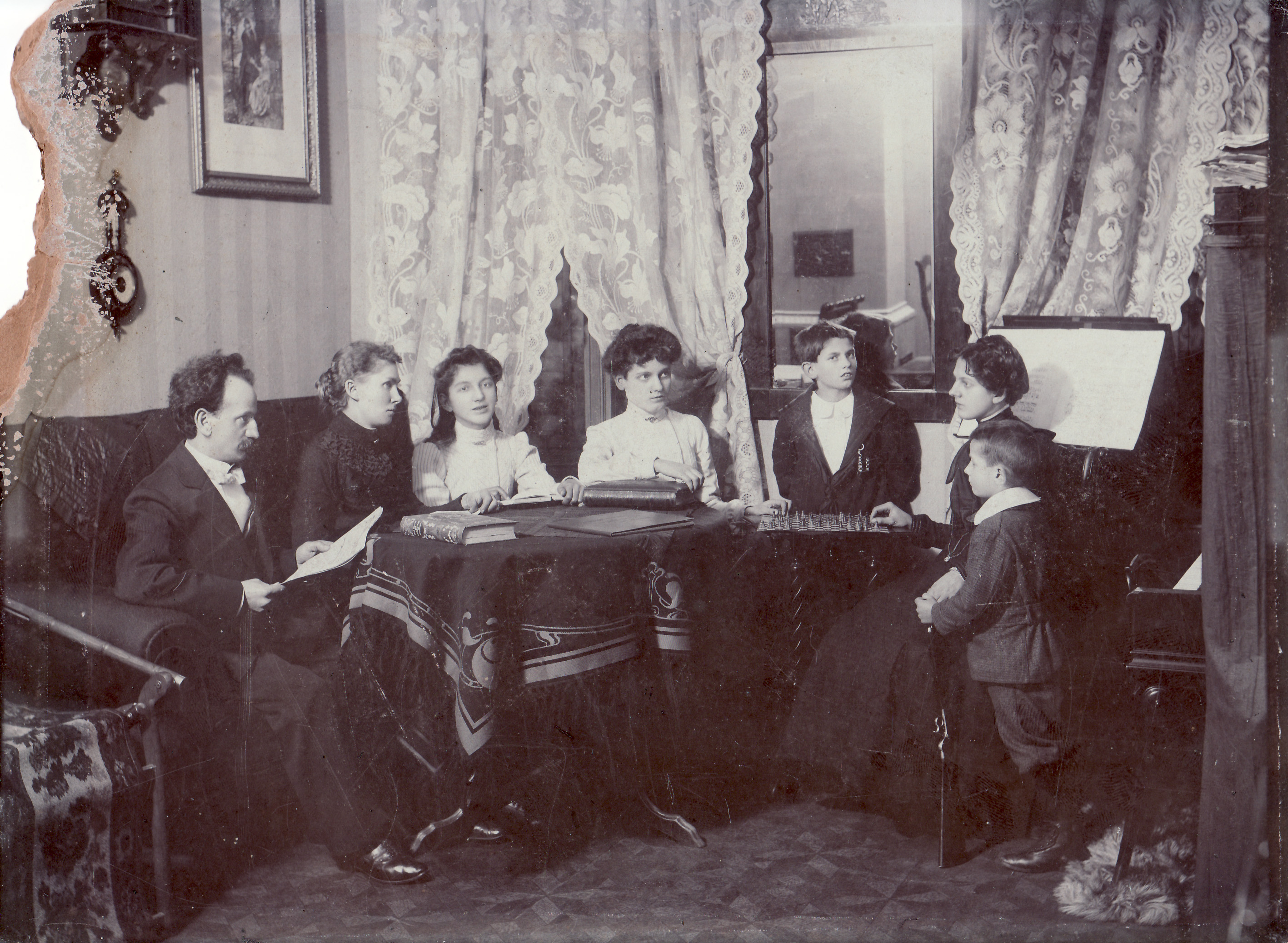

Gottfried discendeva da una famiglia di grandi artisti. Tra i suoi famigliari spiccò la sorella maggiore della madre, Gertrude Matthaes, un'affermata violinista, la quale si esibì in diverse occasioni con sua sorella, Dora, a sua volta pianista. Gertrude sposò un noto pittore, Johann Walter Kurau, e insieme fondarono nel 1906 una scuola di pittura con sede a Dresda. In seguito, nel 1917, la scuola fu trasferita a Berlino e in quel periodo i fondatori diedero vita ad una collezione d'arte a scopo didattico, comprendente oggetti di diversa provenienza. Da tali oggetti i pittori che frequentarono la scuola di Walter Kurau presero spunto per la creazione delle loro opere. Nel 1932 la scuola di pittura fu chiusa in seguito alla morte dei coniugi Kurau e parte del patrimonio artistico fu ereditato da Gottfried Otto Matthaes. 
Otto Gottfried frequentò la scuola elementare del suo paese natale ed in seguito egli si iscrisse alla “Deutsche Oberschule Dresden-Plauen”. I suoi voti e i giudizi espressi dagli insegnanti furono sempre eccellenti. Tutte le pagelle, gelosamente conservate dalla madre e venute in possesso del figlio solo dopo la riunificazione delle due Germanie, parlano di un ragazzo volenteroso, che si applicava con impegno in tutte le attività, solidale con i compagni e con grandi doti di comando.
Entrò presto nei boy scout, esperienza che gli permise di fortificare il fisico e di temperare il carattere. Spesso raccontava ai figli delle sue lunghe escursioni in bicicletta, dei suoi campeggi, delle gare sportive sui fiumi e sui laghi.
Dotato in modo particolare per le lingue, seguì un corso intensivo di lingua inglese, al termine del quale gli fu consegnato un diploma da interprete.
Dopo numerose vicissitudini, la guerra portò Gottfried Matthaes in Italia, precisamente nella città toscana di Aulla. Lì fu ferito alla mano sinistra, perdendo quasi totalmente la sensibilità di quest'ultima. Fu proprio durante questo difficile periodo che maturò in lui l'amore per l'Italia e la decisione di trasferirvisi al termine del conflitto.
Tornato in Germania, nel 1946 Gottfried si iscrisse alla facoltà di fisica ad Erlangen, laurea che conseguì tre anni dopo.
Nel 1952 decise di realizzare il suo sogno, si trasferì in Italia e si mise alla ricerca di un lavoro. A quel tempo le possibilità erano tante, iniziava, infatti, una fase di ripresa economica mondiale, accompagnata da un crescente interesse per la ricerca tecnologica.

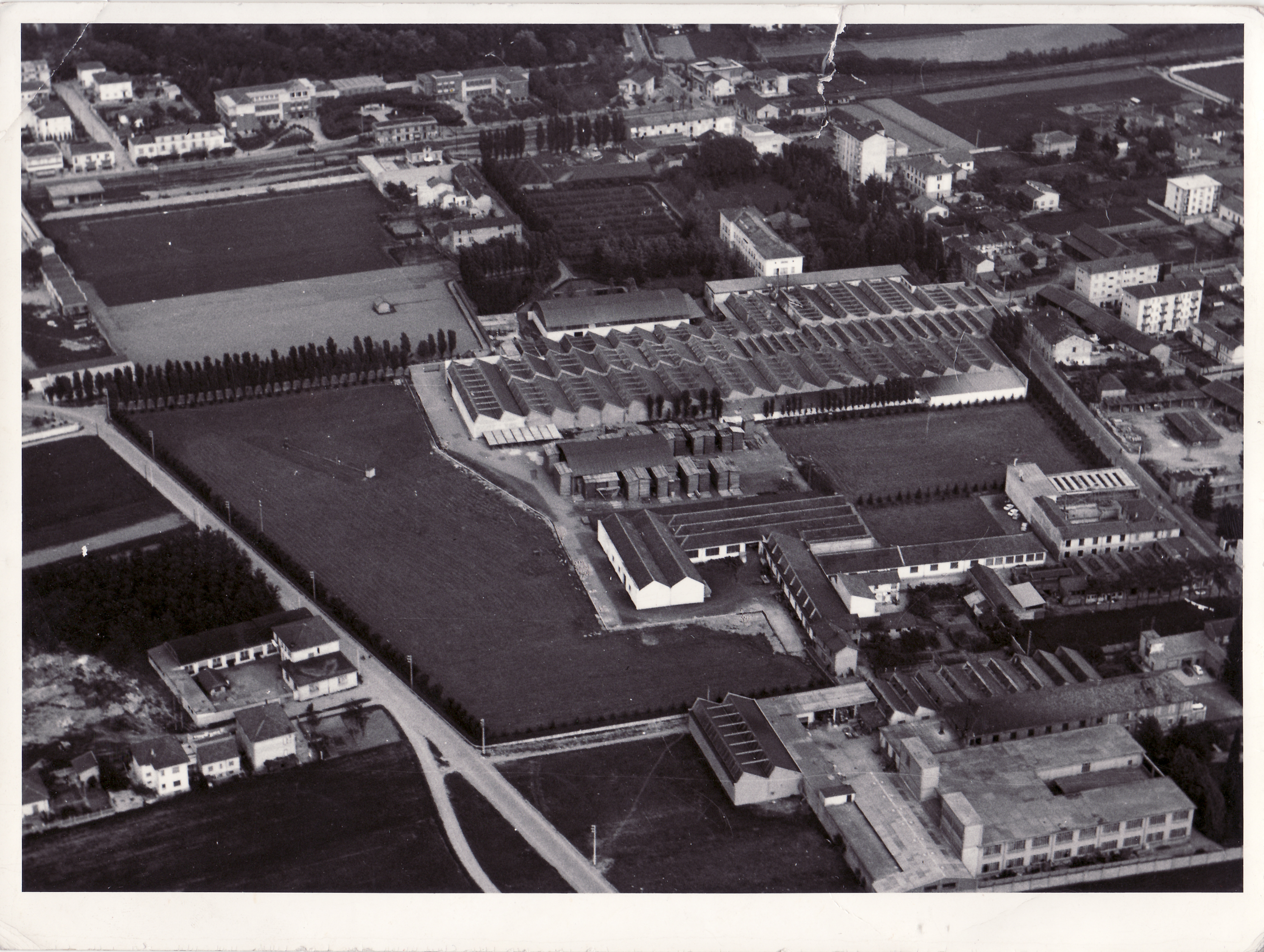

Fu leggendo un'inserzione sul giornale che incontrò colui il quale un giorno sarebbe diventato il suo datore di lavoro e futuro suocero, il signor Cozzi Egidio. Egidio Cozzi era titolare, insieme ai suoi numerosi fratelli, di un'azienda, situata nella provincia di Milano, che produceva strutture di legno per radio e per televisori. Con grande lungimiranza egli decise di portare in Italia una tecnica assolutamente nuova che stava nascendo negli Stati Uniti: il circuito stampato.
Egidio Cozzi affidò tale progetto a Gottfried Matthaes, mettendogli a disposizione un piccolo spazio e i fondi necessari per fare le dovute sperimentazioni. Affiancato da Gianpiero Cozzi, uno dei nipoti di Egidio, Gottfried iniziò così le ricerche che portarono il suocero a fondare la società Lares Cozzi, prima società in Italia che iniziò a produrre circuiti stampati. 
Nel 1954, durante un soggiorno di lavoro a Londra, Gottfried incontrò Giovanna Cozzi, la figlia maggiore di Egidio, la quale si trovava in Inghilterra per frequentare un corso di lingua. Essi si sposarono due anni dopo. 
Affidata a Gianpiero la conduzione della società Lares Cozzi, Gottfried decise di aprire una propria attività. In quel periodo erano stati inventati i circuiti stampati, ma non esistevano ancora le macchine per le varie fasi della lavorazione del circuito stesso. Grazie alle sue notevoli competenze nel campo della fisica e dell'elettro-meccanica e alla sua geniale inventiva, Gottfried iniziò a progettare e a produrre le prime macchine per la produzione automaticizzata dei circuiti stampati, sistema che fu in seguito da lui brevettato.
Fondò così la MPC (Machines for Printed Circuits) e cominciò a commercializzare i suoi macchinari in tutto il mondo.
Durante i suoi viaggi di lavoro, egli ebbe la fortuna di venire a contatto con quelle culture e quelle arti che divennero presto la sua passione più grande. Inoltre, col passare degli anni, la collezione che egli ereditò dai suoi zii, si arricchì di nuovi pezzi d'arte scoperti durante i suoi innumerevoli viaggi.
Dopo la nascita dei suoi primi due figli, Gottfried decise di realizzare un altro grande sogno, in altre parole quello di trasferirsi a Camogli, un piccolo e grazioso paese della Liguria, regione che aveva conosciuto durante il periodo di guerra. Trovato il terreno giusto, egli fa costruire, su suo progetto, la casa che avrebbe ospitato la sua numerosa famiglia, cinque figli e ben quindici nipoti.
Nel 1967 trasformò il nome della sua società MPC in RESCO (REsistors and COndensors), società che fu a lungo leader mondiale nel settore delle macchine e impianti per la produzione di circuiti stampati multistrati e flessibili.

Scienziato, fisico, amante dell'arte e appassionato di filosofia, scrisse due saggi, “Philosophie des Interregnums” e “Philosophie der Verantwortung”. 
Gottfried, unendo alla sua formazione scientifica la sua grande passione per l'arte, iniziò ad osservare gli oggetti della sua collezione con occhio più critico e attento ed a dubitare dell'autenticità di alcuni di essi. Anni di studio e di ricerca lo portarono a diventare uno dei massimi esperti in oggetti d'antiquariato, ma né i libri che lesse, né le informazioni che egli raccolse furono sufficienti a chiarire i suoi dubbi. Solo grazie alla sua esperienza nel campo fisico e scientifico, al suo insaziabile desiderio di innovazione e alla sua genialità egli riuscì ad elaborare e a brevettare un sistema scientifico per la datazione di oggetti d'arte.
Nacque in lui il desiderio di trasmettere le sue conoscenze e le sue esperienze ad altri collezionisti e a tutti gli amanti dell'arte, ma gli occorreva un luogo che non solo fosse in grado di raccogliere la sua voluminosa collezione, ma che rappresentasse anche quell'immagine di bellezza che lui tanto ricercava.
L'occasione perfetta si presentò nel 1989, quando, proprio davanti al Castello Sforzesco di Milano, furono messi in vendita, nel bellissimo Palazzo Bonacossa, alcuni locali, già sede di esclusivi incontri culturali organizzati dal grande maestro e registra Ermanno Olmi.
Questo palazzo fu fatto edificare nel 1889 dal conte Luigi Bonacossa, membro di una ricca famiglia di Dorno (PV), la cui attività si basava sulla produzione industriale di fibre di seta. Il compito di progettare ed edificare il palazzo fu assegnato all'architetto Antonio Comini, che per la realizzazione del progetto si ispirò sia a Palazzo Strozzi a Firenze, sia a Palazzo dei Diamanti a Ferrara, come dimostrano i caratteristici bugnati di pietre “a taglio di diamante”.
È nelle quattordici sale di questo palazzo che si sviluppa il museo, fondato da Gottfried Otto Matthaes nel 1990 con il nome “Musei didattici”, nome che fu trasformato, prima, nel 1993 in “Museo del Collezionista d'Arte” ed in seguito nel 2004 in “Museo d’Arte e Scienza”.
Gottfried Matthaes ha dedicato a questo splendido Museo tutto se stesso, il suo amore ed il suo sapere dal giorno della fondazione di quest'ultimo, al giorno della sua morte, avvenuta nel 2010.

## Opere
- Apprezzare l'arte con gli occhi di Leonardo, su ibs.it.
- Manuale illustrato del collezionista d'arte, su ibs.it.